# Carrousel du Louvre
Le Carrousel du Louvre is een winkelcentrum van de Unibail-Rodamco-Westfield groep gelegen in het 1ste arrondissement van Parijs onder de omgekeerde piramide van het Louvre. De naam is afgeleid van twee nabijgelegen locaties: de Place du Carrousel en het Louvre museum.

## Aanbod
Naast de winkel- en restaurantfuncties wordt de locatie ook gebruikt voor tentoonstellingen in les Salles du Carrousel.
Het Salon des Beaux Arts verwelkomt er regelmatig kunstenaars van diverse strekkingen om de bezoekers een beeld van het hedendaags kunstaanbod te bieden.

## Indeling
- winkels[4]
- restaurants[5]
- le Studio-Théâtre de la Comédie-Française[6]
- les Salles du Carrousel[7]
  - le Foyer (1200 m²)
  - la salle Le Nôtre (1900 m²)
  - la salle Delorme (1600 m²)
  - la salle Soufflot (925 m²)
  - la salle Gabriel (750 m²)
  - la Mezzanine (600 m²).